# Филипович, Зоран
Зоран Филипович (серб. Зоран Филиповић; род. 6 февраля 1953, Титоград, СФРЮ) — югославский футболист, игравший на позиции нападающего, черногорский тренер.

## Клубная карьера
Воспитанник молодёжной команды «Црвены звезды». В главной команде дебютировал в 1970 году, и выступал на протяжении десяти лет, до 1980 года. В общей сложности выступая за «Црвену звезду» Зоран 520 матчей и забил 302 мяча. В сезоне 1976/77 Филипович стал лучшим бомбардиром Первой лиги, забив 21 мяч. В составе белградского клуба игрок трижды становился чемпионом Югославии (в сезонах 1972/73, 1976/77 и 1979/80) и один раз Кубка Югославии (в 1971 году). Зоран является рекордсменом «Црвены звезды» по голам, забитым в еврокубках — 28 мячей. В 1980 году Филипович перешёл в бельгийский «Брюгге», за который отыграл один сезон, после чего перебрался в португальскую «Бенфику». В составе лиссабонского клуба Зоран дважды становился чемпионом Португалии (в сезонах 1982/83 и 1983/84), обладателем Кубка Португалии (в 1983 году) и дошёл до финала Кубка УЕФА сезона 1982/83. Свою карьеру игрока Филипович завершил выступая за «Боавишту» в 1985 году.

## Тренерская карьера
Свою тренерскую карьеру Зоран начал там же, где завершил карьеру игрока — в Португалии. Тренировал клубы «Салгейруш», «Бейра-Мар» и «Боавишту», а также был ассистентом в «Бенфике». В 1997 году был помощником тренера в сборной Югославии. В 1998 году снова вернулся в Португалию, где тренировал «Виторию» из Гимарайнша. В 1999 году работал ассистентом в итальянской «Сампдории». В 2000 году Филипович возглавил греческий «Паниониос», однако особых успехов не добился и уже в следующем году вернулся в «Црвену звезду», где начинал свою футбольную карьеру. Под руководством Филиповича белградский клуб стал обладателем Кубка Югославии в 2002 году. В 2003 году Зоран подписал контракт с клубом из ОАЭ «Аль-Шааб». После клуба из Эмиратов Филипович занимал пост технического директора сборной Сербии и Черногории. В феврале 2007 года Зоран стал первым тренером новообразованной сборной Черногории, которую тренировал до 2010 года. С 3 марта по 26 мая 2010 года был главным тренером румынского «Чахлэула». 12 июля 2010 года Филипович подписал контракт с южноафриканским клубом «Голден Эрроуз». На посту главного тренера Зоран дебютировал 28 августа в матче против клуба «Кайзер Чифс».

## Достижения

### В качестве игрока
«Црвена звезда»
- Чемпион Югославии (3): 1972/73, 1976/77, 1979/80
- Обладатель Кубка Югославии (1): 1970/71

«Бенфика»
- Чемпион Португалии (2): 1982/83, 1983/84
- Обладатель Кубка Португалии (1): 1982/83
- Финалист Кубка УЕФА (1): 1982/83

### В качестве тренера
«Црвена звезда»
- Обладатель Кубка Югославии (1): 2002